# Montparnassekyrkogården

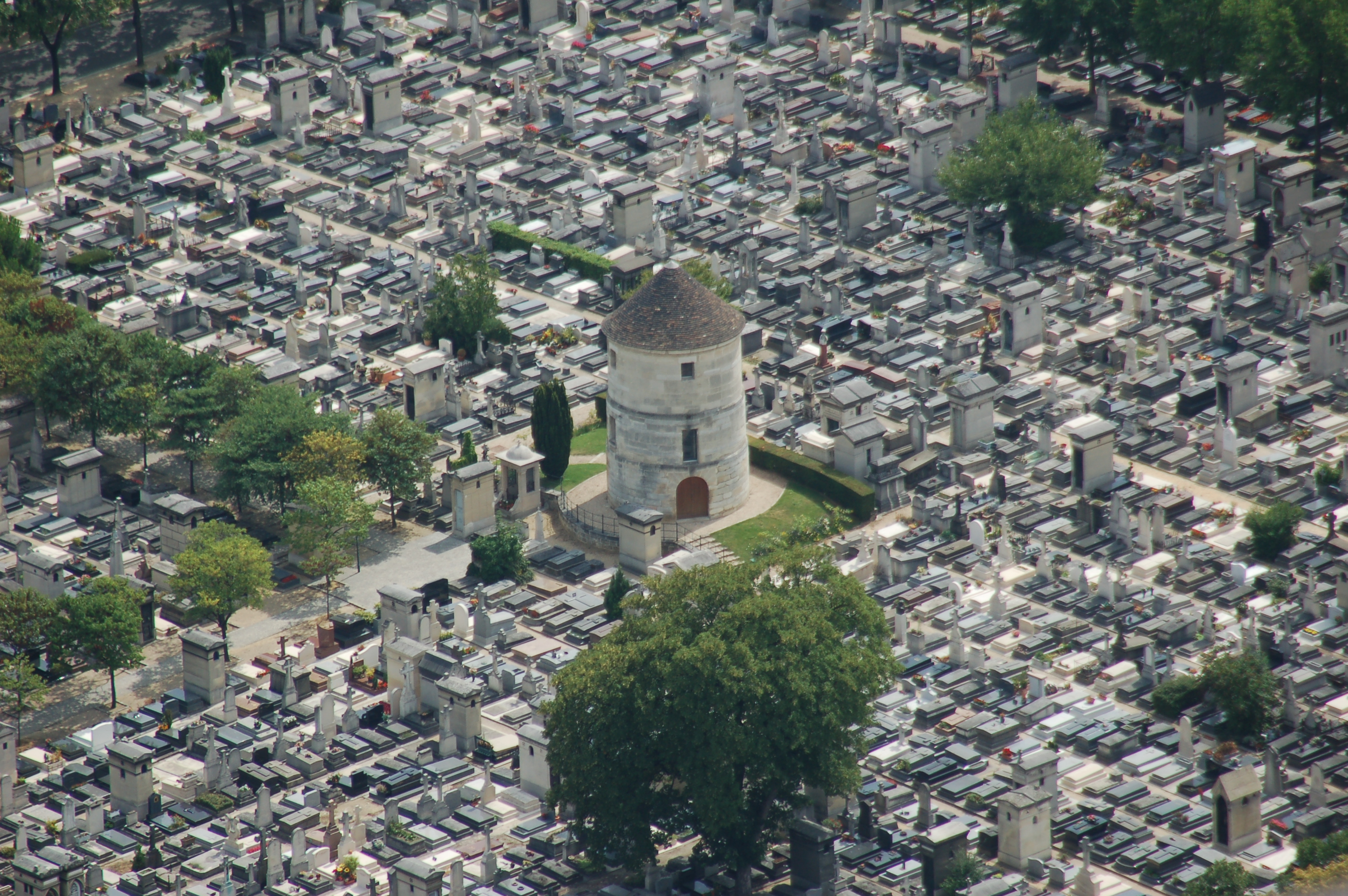
Montparnassekyrkogården

Montparnassekyrkogården (franska: Cimetière du Montparnasse) är en av Paris fyra stora kyrkogårdar. Många berömdheter, främst franska kulturpersonligheter, ligger begravda på kyrkogården. Kyrkogården är, som namnet antyder, belägen i stadsdelen Montparnasse.

## Personer begravda på kyrkogården (urval)
| - Joris Ivens, (1898-1989) filmare - Aleksandr Alechin, (1892-1946) världsmästare i schack - Lou Albert-Lasard, (1885-1969) konstnär - Georges Auric, (1899-1983) kompositör - Théodore de Banville, (1823-1891) diktare - Frédéric Bartholdi, (1834-1904) skulptör - Jane Bathori, (1877-1970) operasångerska - Charles Baudelaire, (1821-1867) poet - Simone de Beauvoir, (1908-1986) filosof - Jacques Becker, (1906-1960) filmregissör - Samuel Beckett, (1906-1989) författare - William-Adolphe Bouguereau, (1825-1905) konstnär - Antoine Bourdelle, (1861-1929) skulptör - Paul Bourget, (1852-1935) författare - Constantin Brancusi, (1876-1957) skulptör - Roger Caillois, (1913-1978) - Aristide Cavaillé-Coll, (1811-1899) orgelbyggare - Jacques Chirac, (1932-2019) politiker, Frankrikes president och furste av Andorra - André Citroën, (1879-1935) bilkonstruktör - Gustave-Gaspard Coriolis, (1792-1843) matematiker & ingenjör - Julio Cortázar, (1914-1984) författare - Isaac Adolphe Crémieux, (1796-1880) politiker | - Aimé-Jules Dalou, (1838-1902) skulptör - Jacques Demy, (1931-1990) filmregissör och -producent - Paul Deschanel, (1855-1922) president - Robert Desnos, (1900-1945) - Alfred Dreyfus, (1859-1935) fransk officer - Marguerite Duras, (1914-1996) författare - Henri Fantin-Latour, (1836-1904) konstnär - Léon-Paul Fargue, (1876-1947) poet - Ernest Flammarion, (1846-1936) förläggare - César Auguste Franck, (1822-1890) kompositör - Serge Gainsbourg, (1928-1991) sångare - Charles Garnier, (1825-1898) arkitekt - François Gérard, (1770-1837) konstnär - Brassaï (Gyula Halasz), (1899-1984) fotograf - Jean-Antoine Houdon, (1741-1828) skulptör - Eugène Ionesco, (1912-1994) författare - Joseph Kessel, (1898-1979) författare - Henri Langlois, (1914-1977) franska filmens fader - Pierre Larousse, (1817-1875) - Henri Laurens, (1885-1954) skulptör | - Gérard Lauzier (1932–2008) serieskapare/regissör - Pierre Louÿs, 1870 - 1925 - Guy de Maupassant, (1850-1893) författare - Adah Isaacs Menken, (1835-1868) skådespelerska och poet - Joëlle Mogensen, (1953-1982) sångerska - Maria Montez, (1912-1951) skådespelerska - Wacław Niżyński, (1889-1950) dansare - Adolphe Pegoud, (1889-1915) pianist - Symon Petlura, (1879-1926), politiker - Edgar Quinet, (1803-1875), politiker - Man Ray, (1890-1976) konstnär - Paul Reynaud, (1878-1906) politiker - François Rude, (1784-1855) skulptör - Heinrich Daniel Ruhmkorff, (1803-1877) ingenjör och forskare - Ralph Rumney, målare m.m. - Jean Seberg, skådespelerska - Charles Augustin Sainte-Beuve, (1804-1869) poet m.m. - Camille Saint-Saëns, (1835-1921) kompositör - Jean-Paul Sartre, (1905-1980) filosof - Delphine Seyrig, (1932-1990) skådespelare | - Susan Sontag, (1933-2004) författare - Chaïm Soutine, (1893-1943) konstnär - Manès Sperber, (1905-1984) författare och psykolog - Tristan Tzara, (1896-1963) diktare - Urbain le Verrier, (1811-1877) matematiker och astronom - Adolphe Willette, (1857-1926) konstnär - Ossip Zadkine, (1890-1967) skulptör |

## Referenser

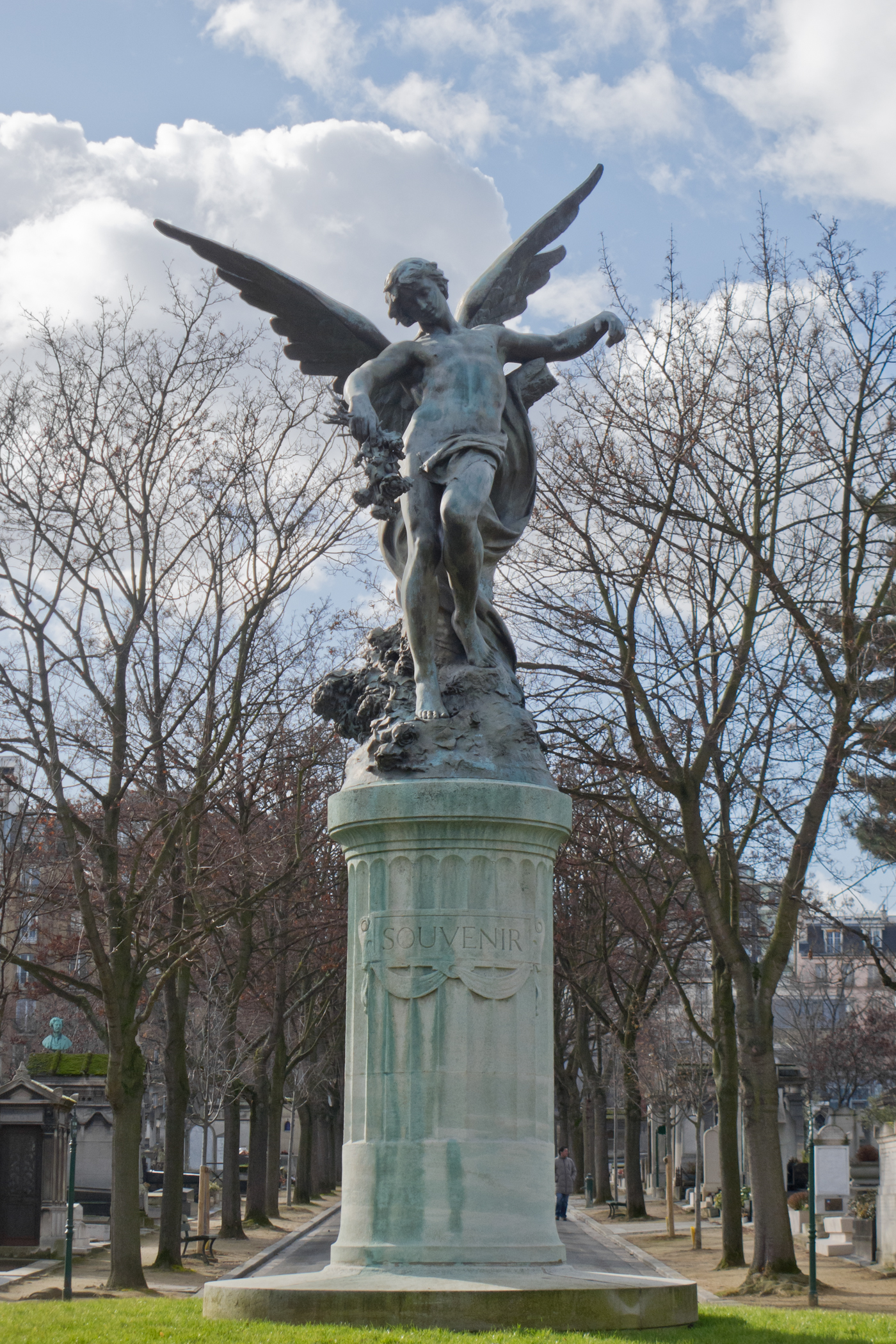
Génie du sommeil éternel